# Goethe-Gymnasium Sebnitz
Das Goethe-Gymnasium Sebnitz ist ein Gymnasium in Sebnitz in Sachsen.

## Lage
Die Schule liegt in der Nähe des Marktes von Sebnitz entlang der Hertigswalder Straße an der Nebenstraße Weberstraße.

## Gebäudegliederung
Das Schulgebäude ist in drei Teile unterteilt.
Die Klassen 8–12 werden im Haus I unterrichtet, während die Klassen 5–7 im Haus II untergebracht sind. Den dritten Teil bildet die Turnhalle, in der neben dem Sportunterricht auch Veranstaltungen stattfinden.
Durch einen Übergang können die Schülerinnen und Schüler in das jeweils andere Haus gelangen. Die Turnhalle ist durch einen weiteren Übergang mit dem Haus I verbunden.

## Geschichte

### Gründungszeit
Im Jahre 1907 begann der Entwurf für den Neubau einer neuen Schule. Da die Stadt Sebnitz von der Blumenindustrie profitierte, konnte sie ein Fünftel der Bausumme beisteuern und den Rest als Kredit aufnehmen. Bedenken machte der Höhenunterschied am vorgesehenen Standort. Die Stadt musste einige Anwesen aufkaufen und abreißen, um Platz für das neue Schulgebäude zu schaffen.
Die Planungen erfolgten durch den Bürgermeister Otto Steudner, Schuldirektor Julius Anders und den Stadtbaumeister Walter Wolff. Am 29. Mai 1907 war die feierliche Grundsteinlegung. Am 28. Oktober 1908 gab es die Einweihung mit dem Umzug von 1400 Schulkindern in den neuen sogenannten „Schulpalast“.
Die Bevölkerungszahl der Stadt wuchs danach stark an. Folglich beschloss der Stadtrat einen Anbau an der anliegenden Bergstraße zu erbauen. Dieser entstand in den Kriegsjahren 1914/15, im gleichen Stil und in ähnlicher Ausstattung. Er wurde mit dem Hauptgebäude durch einen Brückenübergang verbunden. Als Besonderheit erhielt dieser neue Anbau in der obersten Etage einen Spielsaal, welcher zugleich als Film-Vorführraum diente.
Beide Schulhäuser boten nun genug Platz für 2000 Schüler, nachdem 1945 viele Umsiedlerkinder hinzukamen. Im Laufe der Zeit gab es mehrere Verbesserungen der Schuleinrichtungen.
Im Januar 1944 wurde im Haus 2 das Lager der damals sogenannten Kinderlandverschickung (KLV) der Leibnizschule aus Leipzig eingerichtet. Es handelte sich dabei um die Evakuierung der Schüler aus den gebombten Großstädten. Das Haus diente als Internat für die damaligen Klassen 7 bis 10 und als Schule auch für die privat untergebrachten Schüler der Klassen 5 und 6. Mit dem nahen Ende des "Deutschen Reiches" wurde das Lager im Herbst 1944 aufgelöst und die Kinder wieder nach Leipzig zurückgebracht.

### Zeit während der DDR
Nach dem Krieg entwickelte sich eine Einheitsschule, in welcher alle Schüler bis zur 8. Klasse beisammenblieben. 1948 bis 1951 folgten getrennte „Jungenschule“ und „Mädchenschule“ (zum ersten Mal in Sebnitz), folgend wurden ab 1. Januar 1953 die eigenständigen Schulen Sebnitz I (im Hauptgebäude) und Sebnitz II (im Nebengebäude) gegründet und beide nacheinander zur 10. Klasse ausgeweitet. Es entstanden die „Erste Polytechnische Oberschule Sebnitz“ und „Zweite Polytechnische Oberschule Sebnitz“. Die Gebäude bedurften im Laufe der Jahre allmählich einer grundlegenden Renovierung; besonders die Erste Polytechnische Oberschule im Hauptgebäude. Doch es fehlte in der DDR sowohl an Arbeitskräfte-, als auch an Material- und Plankapazität, sodass nur kleinere Reparaturarbeiten durchgeführt wurden.

### Zeit nach der Wende
Nach der Wende wurde der Auftrag erteilt, die beiden Polytechnischen Oberschulen zu einem neuen Gymnasium umzugestalten. Der endgültige Plan sah Folgendes vor:
- Sanierung und Umbau der ehemaligen 1. Polytechnischen Oberschule
- Sanierung der ehemaligen 2. Polytechnischen Oberschule
- Neubau einer Sporthalle
- Errichtung von Pausenhöfen auf der Sporthalle und an der ehemaligen 2. Polytechnischen Oberschule

Mit dieser Zielstellung wurde der Umbau des heutigen „Haus 1“ des Goethe-Gymnasiums in Angriff genommen. Ziel war die Aufnahme des Schulbetriebes als G8-Gymnasium mit Beginn des Schuljahres 1993/94. Bei umfangreiche Untersuchungen zur Sanierung des 1907 errichteten „Haus 1“ wurde festgestellt, dass Deckentragfähigkeiten, haustechnische Installationen und wärme- und brandschutztechnische Voraussetzungen nur teilweise den heutigen Vorschriften entsprachen. Ebenso gab es im Keller- und Erdgeschoss erhebliche Feuchtigkeitsschäden.
Mit den qualitativen Anforderungen, die für einen Schulbetrieb eines Gymnasiums nötig sind, waren Einrichtungen wie drei Computerkabinette, Fachkabinette, Vorbereitungsräume, sowie einen Hörsaal bereitzustellen.
Durch den Bau der Sporthalle war nun möglich aus den ehemals zwei großen Sporträumen, eine festlich gestaltete Aula, einen Musikraum und eine Mensa herzurichten. Es wurden Außenverputzung, neue Fenster, neues Dach, neue Ölheizung, Putzarbeiten und weitere Säuberungen im Gebäudeinneren vorgenommen, deren Notwendigkeit sich aus jahrzehntelang unterbliebener Instandhaltung ergab. Die Bauüberwachung für die Stadtverwaltung lag bei Werner Rolbieski.
Somit besteht das heute existierende Goethe-Gymnasium seit der Sanierung des Hauses 1 im Jahre 1993/94.

### UNESCO
Das Goethe-Gymnasium Sebnitz ist seit 1999 eine anerkannte UNESCO-Projektschule und damit fest in das weltumspannende Netz dieser Schulen integriert.
Für ein Programm, in dem sich Schüler mit Problemen der Menschenrechtsverletzungen der letzten rund 100 Jahre auseinandersetzten, erhielt die Schule vom Sächsischen Staatsministerium für Kultus den Titel Schule mit Idee 2001.
In der Vergangenheit gab es eine Zusammenarbeit mit dem Gymnasium Rumburk und einer Schule in Eastbourne. Aktuell besteht eine Partnerschaft mit der israelischen Hertzog High School in Kfar Saba sowie mit dem Gymnasium Česká Kamenice.
Weitere wichtige Partner in der Arbeit als UNESCO-Projektschule sind das Goethe-Institut in Prag, die Nationalparkverwaltung Sächsische Schweiz, die Firma Bosch und die Sächsische Schweiz Klinik Sebnitz.
Am 24. Juni 2011 fand der 2. Sponsorenlauf für den Regenwald im Sparkassen-Stadion in Sebnitz statt.
Jeder Schüler war für seine Sponsorensuche selber verantwortlich. Es wurden rund 10.000 € erlaufen.
Einen Teil erhielt „Sonam“, ein junges Mädchen aus Nordindien, welches einer Operation bedurfte, um ihre Querschnittlähmung teilweise zu heilen.
Die Schule nimmt jedes Jahr am Projekt „Sozialer Tag“ von Genial-Sozial teil.

### Hochwasser 2010
Am 6. August 2010 begannen starke Regenfälle über dem Gebiet von Sebniz. Das Gymnasium war allerdings wenig davon betroffen, denn aufgrund seiner Lage floss das Wasser die Straßen hinunter. Der Markt und der Busbahnhof, welcher der Zentralpunkt der Zufahrt für Schüler ist, waren stark in Mitleidenschaft gezogen, woraufhin der Unterricht bereits zum Schulanfang vom 9. August 2010 – 11. August 2010 ausgesetzt wurde.

### Rückgang der Schülerzahlen
Seit einigen Jahren sind die Schülerzahlen des Gymnasiums rückläufig.

## Schulpartnerschaften
- Hertzog High School in Kfar Saba (Israel)
- Gymnasium in Česká Kamenice (Tschechische Republik)
- Foreign Language Middle School in Lanzhou (Volksrepublik China)

## Arbeitsgemeinschaften und Zweitsprachs- und Profilwahl
In der Schule werden Französisch, Tschechisch und Latein als zweite Fremdsprache und Gesellschaftswissenschaftliches, Naturwissenschaftliches und Künstlerisches Profil angeboten. Die Schule hat eine Theater-AG, die jedes Jahr ein Stück vor der Öffentlichkeit aufführt. Weitere Arbeitsgemeinschaften bestehen für Fußball, Klettern, Volleyball, Basketball, Informatik und die Schulhomepage.

## Öffentlichkeit
Das Gymnasium bietet jedes Jahr der Öffentlichkeit einen Einblick in das Schulleben. So findet jedes Frühjahr ein Tag der offenen Tür statt. Außerdem wird jedes Jahr ein Weihnachts- und Frühjahrskonzert dargeboten.